# Diáspora coreana

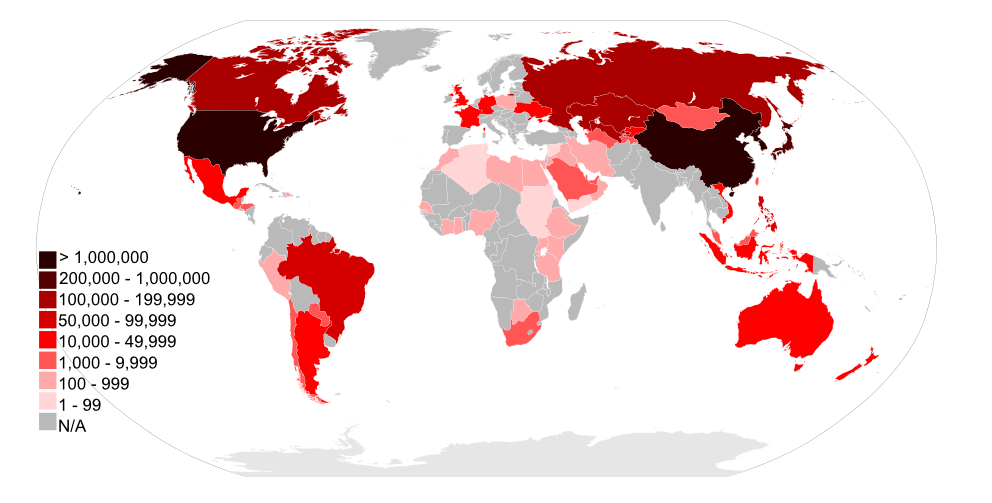
Diáspora Coreana
Hangul: 동포 / 교포

La Diáspora coreana  consta de aproximadamente siete millones de personas, todos descendientes de los primeros emigrantes de la península de Corea, así como de los emigrantes más recientes de Corea.
Casi cuatro quintas partes de los coreanos expatriados viven en sólo tres países: China, Estados Unidos y Japón.
Otros países con más de 0,5% de minorías coreanas son Rusia, Uzbekistán, Kazajistán, Australia, Canadá y Nueva Zelanda. Todas estas cifras incluyen a migrantes permanentes y residentes temporales. Si uno se centra en residentes de larga duración, había alrededor de 5,3 millones de emigrantes coreanos a partir de 2010.